# Fulton John Sheen
Fulton John Sheen, född 8 maj 1895 i El Paso, Illinois, död 9 december 1979 i New York, var en amerikansk romersk-katolsk ärkebiskop. Han var biskop av Rochester samt titulärärkebiskop av Neoportus. Sheen blev känd för radioprogrammet The Catholic Hour och senare TV-programmet Life Is Worth Living, i vilket han bland annat tog upp moraliska frågor. År 2012 utnämndes Fulton Sheen till vördnadsvärd.